# Paola Pezzo
Paola Pezzo (Bosco Chiesanuova, 8 gennaio 1969) è un'ex mountain biker italiana.
Professionista fino al 2005, è stata specialista nel cross country, disciplina nella quale è stata due volte campionessa olimpica (Atlanta 1996 e Sydney 2000).

## Carriera
Inizialmente aveva praticato sci di fondo con buoni risultati, ma nel 1988 preferì avvicinarsi al ciclismo, in sella ad una mountain bike. Nel 1992 vinse il suo primo titolo italiano e arrivò seconda ai campionati europei, mentre nel 1993 vinse i mondiali, a Métabief. Nel 1994 la conquista della medaglia d'oro ai campionati europei la consacrò come una delle migliori "biker" della storia.
Gli europei furono nuovamente conquistati nel 1996 e nel 1999. Alle Olimpiadi di Atlanta, sempre nel 1996 conquistò il primo posto, confermato poi ai Giochi olimpici di Sydney di quattro anni dopo. In seguito alla sua vittoria alle olimpiadi di Atlanta fece la richiesta di un body con la zip sulla schiena per i mondiali successivi. Castelli Cycling fu il primo marchio a fare una collezione interamente da donna per il ciclismo. Il 1997 può essere però considerato il suo anno d'oro: dopo la vittoria olimpica, ha vinto praticamente tutte le gare a cui ha partecipato, dimostrando una superiorità impressionante che non si vedeva dai tempi di Juli Furtado. Nel 1997 vinse la coppa del mondo, ottenendo la prima piazza in otto delle dieci tappe in programma, e il mondiale. Dopo il terzo posto in coppa nel 1998, il bronzo ai mondiali del 1999 e del 2000 si ritirò temporaneamente dall'agonismo.
Nel 2004 tornò alle gare vincendo una Gran fondo e partecipando ad alcune tappe della coppa del mondo di marathon. Partecipò così alle Olimpiadi di Atene, in cui si è ritirata a causa di un problema fisico. La sua ultima vittoria è datata 21 marzo 2005, giorno in cui tagliò per prima il traguardo alla 58 chilometri di Andria.
È l'unica biker, insieme a Gunn-Rita Dahle, ad aver vinto sia ai giochi olimpici, sia ai mondiali, sia la classifica finale della coppa del mondo.
Fa parte della Mountain bike hall of fame dal 1999.
Nell'agosto del 2008 si dà al ciclismo su strada e, subito, il 10 agosto 2008 ottiene la sua prima vittoria su strada: la Gran Fondo Charly Gaul.

## Palmarès
- 1990

Campionati italiani, Cross country
- 1991

Campionati italiani, Cross country
- 1992

Campionati italiani, Cross country
- 1993

Campionati italiani, Cross country
Campionati del mondo, Cross country (Métabief)
- 1994

Campionati italiani, Cross country
Campionati europei, Cross country
9ª prova Coppa del mondo, Cross country (Lenzerheide)
- 1995

3ª prova Coppa del mondo, Cross country (Houffalize)
4ª prova Coppa del mondo, Cross country (Budapest)
- 1996

Giochi olimpici, Cross country (Atlanta)
Campionati europei, Cross country
- 1997

Campionati del mondo, Cross country (Château-d'Œx)
1ª prova Coppa del mondo, Cross country (Napa Valley)
2ª prova Coppa del mondo, Cross country (Wellington)
5ª prova Coppa del mondo, Cross country (Špindlerův Mlýn)
6ª prova Coppa del mondo, Cross country (Mount Snow)
7ª prova Coppa del mondo, Cross country (Mont-Sainte-Anne)
8ª prova Coppa del mondo, Cross country (Vail)
9ª prova Coppa del mondo, Cross country (Houffalize)
10ª prova Coppa del mondo, Cross country (Annecy)
Classifica finale Coppa del mondo, Cross country
- 1998

2ª prova Coppa del mondo, Cross country (Silves)
- 1999

Campionati europei, Cross country
4ª prova Coppa del mondo, Cross country (St. Wendel)
- 2000

Giochi olimpici, Cross country (Sydney)
- 2004

Nalles
- 2005

Campionati italiani, Cross country
2ª prova Coppa del mondo, Marathon (Riva del Garda)

## Piazzamenti

### Grandi Giri
- Giro d'Italia

2005: non partita (3ª tappa)

### Competizioni mondiali
- Coppa del mondo di mountain bike

1995 - Cross country: 3ª
1997 - Cross country: vincitrice
1998 - Cross country: 3ª
1999 - Cross country: 11ª
2000 - Cross country: 18ª
2004 - Cross country: 25ª
2005 - Marathon: 4ª
- Campionati del mondo di mountain bike

Métabief 1993 - Cross country: vincitrice
Château-d'Œx 1997 - Cross country: vincitrice
Åre 1999 - Cross country: 3ª
Sierra Nevada 2000 - Cross country: 3ª
Sierra Nevada 2000 - Staffetta: 3ª
Les Gets 2004 - Cross country: ritirata
Livigno 2005 - Cross country: 14ª
Livigno 2005 - Marathon: 11ª
- Giochi olimpici

Atlanta 1996 - Cross country: vincitrice
Sidney 2000 - Cross country: vincitrice
- Campionati del mondo su strada

Treviso 1999 - Cronometro: 30ª

### Competizioni europee
- Campionati europei di mountain bike

Austria 1992 - Cross country: 4ª
Métabief 1994 - Cross country: vincitrice
Bassano del Grappa 1996 - Cross country: vincitrice
Porto De Mós 1999 - Cross country: vincitrice
Rehen 2000 - Cross country: 2ª
Polonia 2004 - Cross country: 6ª